# 高野山1dayチケット
高野山おでかけきっぷ（こうやさんおでかけきっぷ）は、大阪市高速電気軌道（Osaka Metro・大阪シティバス）・南海電気鉄道（南海）・阪急電鉄（阪急）・阪神電気鉄道（阪神）・山陽電気鉄道（山陽電鉄）・北大阪急行電鉄（北大阪急行）が共同で発売している期間限定タイプの乗り放題の乗車券と優待クーポンがセットになった切符である。2024年までは「高野山1dayチケット」として発売していた。

## 概要
高野山の世界遺産登録（2004年）を前にした観光客誘致のため、「高野山1dayチケット」として2002年に登場した。登場当初から春と秋に発売されている。2008年春より山陽電鉄、2009年春より北大阪急行と大阪モノレールからも発売されるようになった。京阪電気鉄道（京阪）は2019年に一旦発売を取りやめたが、2023年より再び発売されている。近畿日本鉄道（近鉄）は2017年に一旦発売を取りやめたが、2025年より再び発売されている。大阪高速鉄道（大阪モノレール）は2020年以降、能勢電鉄は2025年以降発売していない。
2016年のみ「高野山・真田九度山1dayチケット」として発売した。
2024年までは磁気カード乗車券と特典用クーポンのセットとして各社主要駅で販売していたが、2025年より、QRコードでの乗車券・クーポンのセットとして「スルッとQRtto」上で販売、購入にはクレジットカードが必要である（デビットカードやプリペイド式クレジットカードは使用不可）。また、それに伴い名称を「高野山おでかけきっぷ」に変更している。

## 乗り放題の区間
- 南海難波駅 - 高野山駅（2024年までは汐見橋駅 - 岸里玉出駅を含んでいた[1]）
- 南海りんかんバスの高野山内路線（立里線、高野・龍神線、高野・丹生都比売線、高速バスを除く）

このほか、発売する社局により、上記の路線に加えて以下の路線も乗り放題となる。
- 大阪地下鉄版：Osaka Metro全線（コスモスクエア駅 - 夢洲駅を除く）・大阪シティバス全線（IKEA鶴浜行バス及びユニバーサル･スタジオ･ジャパン行バスを除く）
- 阪急版：阪急全線（神戸高速鉄道を除く）、Osaka Metro全線
- 北大阪急行版：北大阪急行全線、Osaka Metro全線
- 京阪版：鋼索線・京津線・石山坂本線以外の全駅、Osaka Metro全線
- 近鉄版：大阪府・奈良県内の各駅（吉野線の市尾以南・田原本線・道明寺線・ケーブル線・ロープウェイを除く）

以下の発売会社は阪神なんば線の開通により、2009年春版から乗り放題の区間が変更になり、発売料金も変更された。
- 阪神版：神戸高速鉄道以外の阪神全線（2020年時点では別に神戸高速鉄道全線も含む版も発売）
- 山陽電鉄（明石以東）版：山陽電鉄（明石 - 西代間）、神戸高速鉄道（西代 - 阪神元町間）、阪神全線
- 山陽電鉄（山陽全線）版：山陽電鉄全線、神戸高速鉄道（西代 - 阪神元町間）、阪神全線

以下の発売会社は2025年時点で発売していない。
- 大阪モノレール版：大阪モノレール全線、北大阪急行全線、Osaka Metro全線
- 能勢電版：能勢電全線、阪急全線（神戸高速鉄道を除く）、Osaka Metro全線

南海と南海りんかんバスでは発売されていないが、高野山・世界遺産きっぷでは類似の設定がなされている。また、南海りんかんバスについては高野山内乗り放題の切符がある。なお、近鉄特急と南海の特急「こうや」に乗車する場合には別途特別急行券が必要となる。

## 発売料金
いずれも、大人用のみ発売されている。下記は2025年4月1日からの発売額である。
- 阪急版：3,700円
- 北大阪急行版：3,700円
- Osaka Metro版：3,600円
- 阪神版：3,600円
- 山陽電鉄（明石以東）版：3,950円
- 山陽電鉄（山陽全線）版：4,250円
- 阪神版（神戸高速含む）：3,650円
- 京阪版：3,800円
- 近鉄版：3,900円

下記のきっぷは、現在発売されていない。
- 大阪モノレール版：3,240円（2019年まで発売）
- 能勢電版：4,000円（2024年まで発売）

## 有効期間
この期間内の任意の一日に有効。データは2016年以降（2018年除く）のもの。
- 4月1日 - 11月30日

2007年から2014年まで
- 春季：4月1日 - 6月30日
- 秋季：10月1日 - 11月30日

2015年のみ3月1日 - 11月30日
2018年のみ4月28日 - 11月25日

## 優待クーポンの概要
※高野山・世界遺産きっぷなどとは、クーポン券利用可能箇所が一部異なっている。
- 拝観料2割引となる施設
  - 金剛峯寺
    - 金堂
    - 根本大塔

  - 高野山霊宝館
- 飲食・土産の購入により割引または特典の進呈を受けられる店舗あり